# Pseudagrion mascagnii
Pseudagrion mascagnii là một loài chuồn chuồn kim trong họ Coenagrionidae.
Loài này được xếp vào nhóm Loài cực kỳ nguy cấp trong sách Đỏ của IUCN năm 2006.
Pseudagrion mascagnii được miêu tả khoa học năm 2004 bởi Terzani & Marconi.